# Куршум (филм)
Вижте пояснителната страница за други значения на Куршум.
„Куршум“ (на хинди: कारतूस; на английски: Kartoos) е индийски екшън от 1999 година.
Това е последният филм на Махеш Бхат като режисьор. Филмът заимства идеята си от сюжета на филма „Терористката“ от 1993 г., който на свой ред е римейк на френския филм „Никита“.

## В ролите
| Актьор         | Роля                                          |
| -------------- | --------------------------------------------- |
| Санджай Дат    | Раджа / Джит Балрадж                          |
| Джаки Шроф     | Помощник-комисар на полицията Джай Сурияванши |
| Маниша Коирала | Манприт „Мини“ Каур                           |
| Гулшан Гровър  | Джагат Джогия                                 |
| Джаспал Бхати  | Минина чичо                                   |

## Музика
Музиката за този филм е композирана от Нусрат Фатех Али Хан, Ану Малик и Балли Сагу.
Песни
- Ishq Ka Rutba
- O Rabba
- Teri Yaad
- Ghum Hai Ya Khushi Hai Tu
- Baha Na Aansoo
- Wallah Ye Ladki